# خانه کریمی (یزد)
خانه کریمی مربوط به دوره آل مظفر است و در یزد، خ انقلاب محله شیخداد، کوچه ابوالفضل، بن‌بست آیت اللهی، پ ۵ واقع شده و این اثر در تاریخ ۱۶ اسفند ۱۳۸۴ با شمارهٔ ثبت ۱۴۸۶۴ به‌عنوان یکی از آثار ملی ایران به ثبت رسیده‌است.